# Linnaemya claripalla
Linnaemya claripalla là một loài ruồi trong họ Tachinidae.